# Jeminay

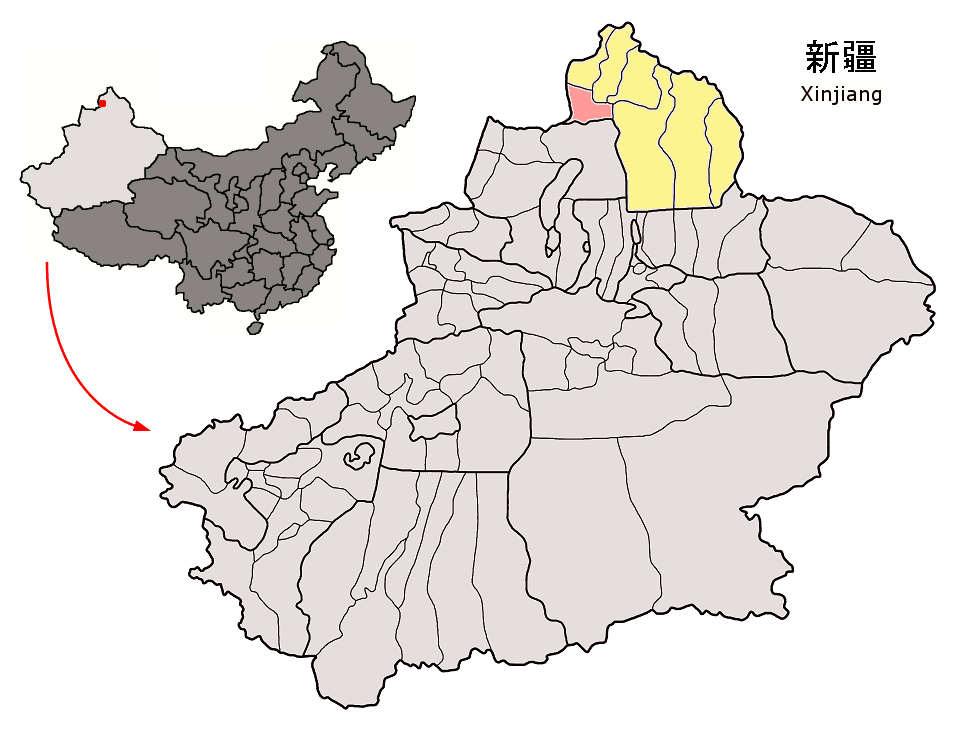

Jeminay, tidigare stavat Chimunai, är ett härad som lyder under prefekturen Altay i Xinjiang-regionen i nordvästra Kina. Det ligger omkring 420 kilometer norr om regionhuvudstaden Ürümqi.